# Mahfoud Kaddache
Mahfoud Kaddache (en arabe محفوظ قداش), né le 13 novembre 1921 à Alger et mort le 30 juillet 2006 à Djasr Kasentina (wilaya d'Alger), est un historien algérien. Il a publié plusieurs ouvrages sur l'histoire de l'Algérie.

## Biographie
Mahfoud Kaddache est né à la Casbah d'Alger le 13 novembre 1921. À l'âge de six ans, il se retrouve orphelin, ce qui l'oblige à vivre de petits métiers. Membre du mouvement scout algérien, il y occupe diverses responsabilités dont celui de chef du groupe « El Kotb » à Alger. Bon élève, il réussit ses études en allant jusqu'à l'université où il obtient un doctorat d'État en histoire.
En 1953, alors professeur d’histoire au lycée de Médéa, il devient commissaire Général des Scouts musulmans algériens, avant d'en tenir la présidence de 1957 à 1962. C'était aussi un sympathisant du MTLD, parti politique nationaliste créé par Messali Hadj. Menacé par un article de l'hebdomadaire Rivarol, l'OAS a tenté à deux reprises de l'assassiner pour ses prises de positions nationalistes. Lors d'une audience qu'il a eue avec le général de Gaulle, il plaide avec Mouloud Feraoun pour une résolution pacifique du problème algérien.
À l'indépendance de l'Algérie, il a exercé d'abord comme chef de cabinet du ministre de la Justice pour une courte durée, puis il se consacre à l'enseignement et à la recherche. Il occupe le poste de professeur d'histoire à l'université d'Alger, mais à la suite du processus d'arabisation de l’université, il devient inspecteur général auprès de l'Éducation nationale et il est écarté du Département d’histoire. Par la suite, il participe aux travaux du Centre National d'Études Historiques, mais en 1975, il critique les orientations que donne Houari Boumediène aux historiens. En 1976, il crée l'Institut de bibliothéconomie et sciences documentaires (de l'université d'Alger) dont il va assurer la direction jusqu'en 1988.
En 1980, il publie sa thèse d’État Histoire du nationalisme algérien, Question nationale et politique algérienne, 1919-1951. Ce qu'il lui vaut ensuite les critiques lancées contre les historiens universitaires. La presse écrite et les médias lourds de l'époque préféraient donner la parole aux témoins du mouvement national et de la Guerre de Libération. Pour Mahfoud Kaddache : « le débat sur l'Histoire ne concerne en priorité que les historiens et ces derniers n'ont pas à se plier aux injonctions non académiques ». En 1985, il milite pour la défense des détenus politiques.
Influencé par l’historien français Stéphane Gsell, il a écrit quatorze ouvrages. Son livre le plus important est L'Algérie des Algériens, édité en 2003 qui retrace toute l'histoire de l'Algérie, du paléolithique jusqu'à 1954 et regroupe l'ensemble de son œuvre après avoir publié cinq ouvrages majeurs traitant plusieurs périodes du pays : l'Algérie dans l'Antiquité, l'Algérie médiévale, l'Algérie ottomane, l'histoire de la guerre de Libération nationale et l'histoire du nationalisme algérien. Il a également dirigé un nombre important de mémoires, magisters et de doctorats d'histoire et de bibliothéconomie et a rédigé de nombreux articles dans des revues spécialisées. Dans la préface de L'Algérie des Algériens, il indique que l'Algérie est « une longue histoire. Les historiens ont souvent insisté sur les peuples qui ont envahi le pays sans s'appesantir sur les autochtones. D'intéressantes études ont paru sur les différentes périodes du passé de l'Afrique du Nord et du Maghreb, les multiples invasions subies… Mais tout cela concerne l'ensemble du grand territoire nord-africain. Peu ont été consacrées au territoire actuel algérien. ». Il déclare également en 1991 : « Je crois que notre culture est enracinée dans l’amazighité, enrichie par la civilisation arabo-musulmane et ouverte à la modernité ».
Candidat FFS à Alger lors des élections législatives du 5 juin 1997
Il est décédé à l'hôpital militaire de Aïn Naâdja à Djasr Kasentina dans la banlieue d'Alger, à l'âge de 80 ans et a été enterré à Ben Aknoun, commune d'Alger.

## Principales publications
- Mahfoud Kaddache, L'Algérie des Algériens : de la préhistoire à 1954, Paris, Paris-Méditerranée, 2003, 785 p. (ISBN 2-84272-166-7)
- Mahfoud Kaddache, Et l'Algérie se libéra, Paris Alger, Paris-Méditerranée EDIF 2000, 2003, 235 p. (ISBN 2-84272-179-9)
- Mahfoud Kaddache, Histoire du nationalisme algérien 1919-1951, Paris Alger, Paris-Méditerranée EDIF 2000, 2003, 981 p. (ISBN 2-84272-169-1)
- L'Algérie dans l'Antiquité, éd. SNED   (ISBN 978-2012565517)
- L’Algérie des Algériens. Histoire de l’Algérie, 1830-1962, Alger, Editions du Rocher Noir, 1998.
- L’Algérie durant la période ottomane, 1988, réimpression OPU, 1998.
- L’Algérie médiévale, Alger, SNED, 1980, ENAL, 1992.
- Chronologie de l’histoire de l’Algérie, Alger, Archives nationales, 1990-1991.
- L’Algérie dans l’histoire. Alger, OPU/ENAL, 1987. Tome 4 (2- Les résistances politiques 1900-1954)
- L’Emir Khaled, Documents et témoignages pour servir à l’étude du nationalisme algérien, Alger, OPU, en collaboration avec Mohamed Guennanèche, 1987.
- L'Etoile nord-africaine 1926-1937. Documents et témoignages pour servir à l'étude du nationalisme algérien, Alger, OPU, 1984.